# Gilla Band
Gilla Band, anciennement Girl Band, est un groupe irlandais de rock, originaire de Dublin. Le groupe se compose du chanteur Dara Kiely, du guitariste Alan Duggan, du bassiste Daniel Fox et du batteur Adam Faulkner.

## Histoire

### Formation et débuts (2011–2014)

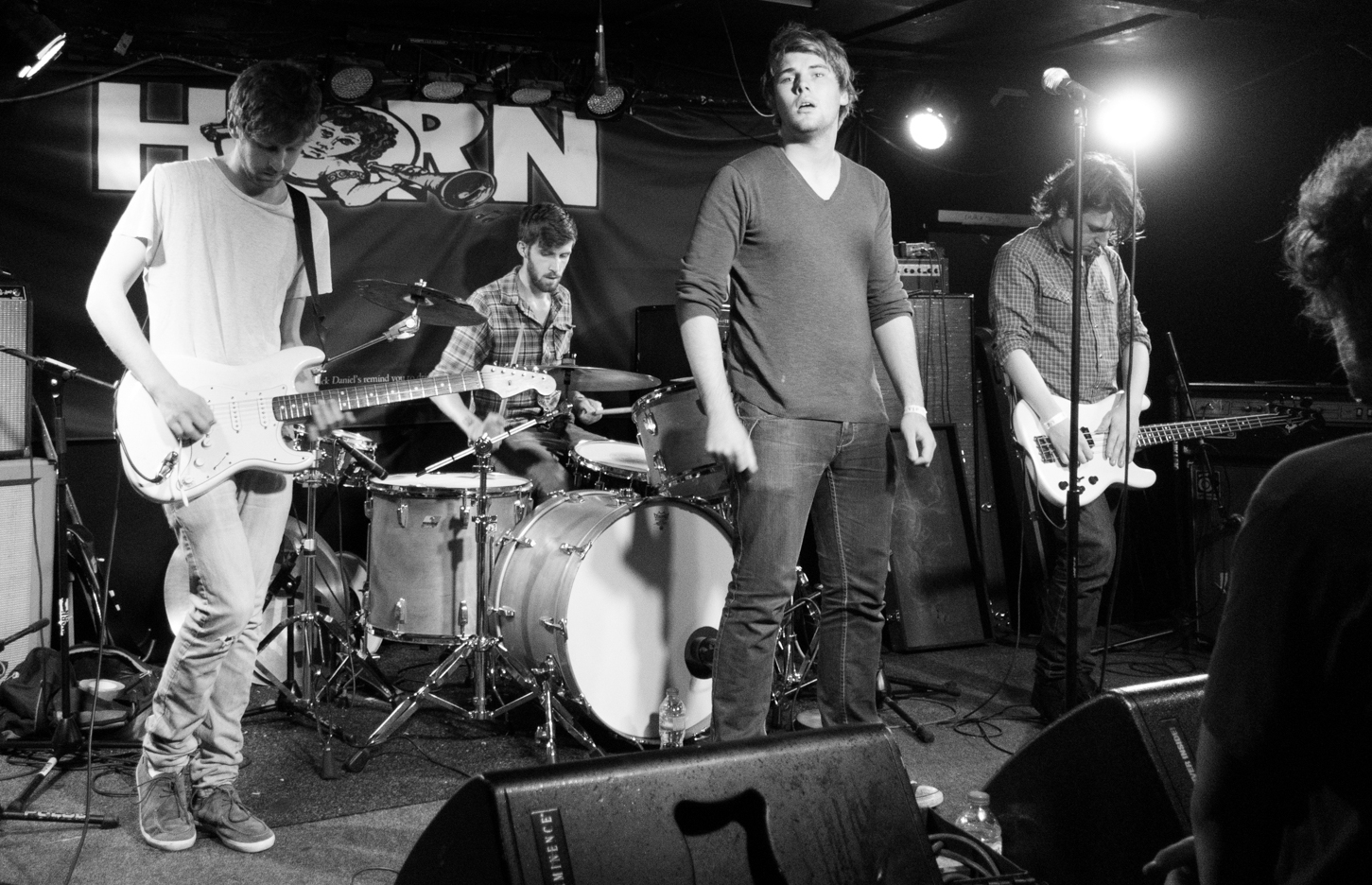
Gilla Band sur scène en 2014.

Formé à Dublin en 2011, le quatuor publie en avril 2012 un premier single nommé In My Head. Les quatre musiciens Dara Kiely (chant), Alan Duggan (guitare), Daniel Fox (basse) et Adam Faulkner (batterie) donnent ensuite des concerts en Irlande, et autoproduisent leur EP France 98.
En février 2013, Girl Band publie une reprise de l'artiste techno Blawan, intitulée Why They Hide Their Bodies Under My Garage?. Ce titre renforce leur réputation et leur permet de donner une poignée de concerts au Royaume-Uni en avril 2013. Trois singles limités sont publiés sur Any Other City en 2014 : Lawman, The Cha Cha Cha et De Bom Bom,.

### Rough Trade (2015–2020)
En 2015, le premier EP du groupe pour Rough Trade se nomme The Early Years,. Holding Hands With Jamie, leur premier album autoproduit, est publié en septembre 2015,. À trois reprises entre 2015 et 2017, le groupe est contraint d'annuler ses tournées, invoquant des raisons de santé,,. Après cela, ils cessent leur activité, laissant penser que le groupe s'est séparé,. Cependant, en 2019, ils publient un deuxième album, The Talkies, secrètement enregistré à Ballintubbert House, dans le Comté de Laois,,. L'album est écrit entièrement dans une seule tonalité (le La), une méthode inspirée de What’s Going On de Marvin Gaye, selon le bassiste et producteur Daniel Fox. Les paroles de Kiely ne contiennent en outre aucun pronom.
L'album reçoit un accueil critique très favorable, avec un score moyen de 81⁄100, sur la base de 15 critiques collectées, sur le site agrégateur de critiques Metacritic. Xavier Ridel des Inrockuptibles qualifie notamment le groupe de « trésor du rock moderne »,.

### Gilla Band (depuis 2021)
Le 16 novembre 2021, le groupe annonce sur les réseaux sociaux s'être renommé en Gilla Band. Le quatuor, composé uniquement d'hommes, s'excuse d'avoir « choisi un nom mégenré en premier lieu ». Dans son communiqué, le groupe écrit que le nom Girl Band « avait été choisi sans trop y réfléchir, par naïveté et ignorance ». Leur décision d'échanger Girl pour Gilla, qui est un ancien nom irlandais, a pour but de « mettre fin à tout rôle malheureux [qu'ils ont] joué dans la propagation d'une culture de non-inclusivité dans la musique ou autre ».
En juillet 2022, le groupe annonce la sortie d'un troisième album, nommé Most Normal, pour le 7 octobre de la même année. Un premier extrait, Eight Fivers, est publié pour l'occasion. Le titre est construit autour du refrain « I spent all my money on shit clothes. » (« J'ai dépensé tout mon argent dans des vêtements de merde. »). En août 2022, un deuxième extrait, Backwash, est publié, suivi par Post Ryan en septembre. Ce dernier est construit sur une version déformée de la rythmique du titre I Ran (So Far Away) du groupe A Flock of Seagulls.

## Discographie

### Albums studio
- 2015 : Holding Hands With Jamie (Rough Trade)
- 2019 : The Talkies (Rough Trade)
- 2022 : Most Normal (Rough Trade)

### Albums live
- 2020 : Live At Vicar Street (Rough Trade)

### EP
- 2012 : France 98 (Any Other City)
- 2015 : The Early Years (Rough Trade)

### Singles
- 2012 : In My Head / Conductor (Any Other City)
- 2014 : Lawman / Heckle the Frames (Any Other City)
- 2014 : The Cha Cha Cha (Any Other City)
- 2014 : De Bom Bom / I Love You (Any Other City)
- 2015 : Pears For Lunch (Rough Trade)
- 2015 : Paul / The Wrath of Nick Berry (Rough Trade)
- 2016 : In Plastic (Rough Trade)
- 2019 : Going Norway / The Talkies (Rough Trade)
- 2019 : Shoulderblades (Rough Trade)
- 2019 : Salmon Of Knowledge / Curling (Rough Trade)
- 2020 : Amygdala (Rough Trade)
- 2022 : Eight Fivers / Sports Day (Rough Trade)
- 2022 : Backwash / Merchcore (Rough Trade)
- 2022 : Post Ryan (Rough Trade)